# Suitane
Suitane (englisch Suit, Anzug) sind chemische Verbindungen, bei denen zwei Moleküle durch rein sterische Verkeilung miteinander verbunden sind. Zwischen den Molekülen besteht weder eine kovalente noch eine ionische Bindung.

## Struktur
Bei dem ersten Molekül (blau) eines Suitans handelt es sich um eine Struktur mit zwei, drei oder vier „Gliedmaßen“, die von einem zweiten Molekül (rot) ummantelt ist und das zwei, drei oder vier „Öffnungen“ besitzt, in welche die „Gliedmaßen“ des ersten Moleküls ragen. 
Aus der Zahl der Gliedmaßen, bzw. Öffnungen ergibt sich die Bezeichnung Suit[2]an, Suit[3]an und Suit[4]an.

## Beispiele
Der einfachste Vertreter der Suitane wurde von einem Team um Fraser Stoddart von der University of California in Los Angeles und David J. Williams  vom Imperial College London synthetisiert. Es handelt sich um ein Suit[2]an, bei dem zwei Glieder eines inneren Moleküls durch ein äußeres "Mantelmolekül" umgeben ist. Bei den beiden „Öffnungen“ des ummantelnden Moleküls handelt es sich um Kronenether, die über eine p-Phenylendiamin-Brücke miteinander verbunden sind.
Beispiele für ein Suit[3]an und ein Suit[4]an wurden 2020 veröffentlicht.